# Nationaal Park Belavezjskaja Poesjtsja
Nationaal Park Belavezjskaja Poesjtsja (Wit-Russisch: Нацыянальны парк Белавежская пушча; Russisch: Национальный парк Беловежская пуща) is een nationaal park gelegen in de oblast Brest en oblast Grodno van Wit-Rusland. De oprichting tot nationaal park vond plaats in september 1991 per decreet van de Raad van Ministers van de Wit-Russische SSR. Nationaal Park Belavezjskaja Poesjtsja heeft een oppervlakte van 876 km² en omvat daarmee ca. ⅔ van het totale bosoppervlak in het Oerbos van Białowieża. Bovendien valt het gehele nationaal park sinds 1992 onder de UNESCO-Werelderfgoedinschrijving «Woud van Białowieża» en werd het gebied in 1993 aan de lijst van biosfeerreservaten toegevoegd onder UNESCO's Mens- en Biosfeerprogramma (MAB).

## Kenmerken
Nationaal Park Belavezjskaja Poesjtsja bestaat voor ca. 89% uit bos. Delen hiervan zijn onaangeraakt gebleven, bevatten zeer oude bomen en hebben een rijke bodemstructuur. De belangrijkste bosvormende soorten zijn o.a. de fijnspar (Picea abies), grove den (Pinus sylvestris), zomereik (Quercus robur), haagbeuk (Carpinus betulus), zwarte els (Alnus glutinosa), es (Fraxinus excelsior), winterlinde (Tilia cordata) en Noorse esdoorn (Acer platanoides). Lokaal komen ook de wintereik (Quercus petraea) en gewone zilverspar (Abies alba) voor. Met een lengte van 12 km is de Narew de grootste rivier die door het nationaal park stroomt. Ook stromen de kleinere Narewka met een lengte van eveneens 12 km, de Leśna Prawa met een lengte van 18 km en de Biała met een lengte van 11 km door het gebied.

## Flora en fauna
In Nationaal Park Belavezjskaja Poesjtsja zijn meer dan 1.000 vaatplanten, ca. 270 mossen en ca. 290 korstmossen vastgesteld. Opvallende plantensoorten in het gebied zijn bijvoorbeeld de holwortel (Corydalis cava), bosanemoon (Anemone nemorosa), daslook (Allium ursinum), leverbloempje (Anemone hepatica) en noordse aalbes (Ribes spicatum). In het oosten van het nationaal park bevinden zich moerassen met zeggen en veenmossen. Het gebied is bekend onder de naam Dikoje, een toevluchtsoord voor zeldzame planten en dieren als vrouwenschoentje (Cypripedium calceolus), ronde zonnedauw (Drosera rotundifolia) en waterrietzanger (Acrocephalus paludicola).
Nationaal Park Belavezjskaja Poesjtsja biedt leefruimte aan vele zoogdieren, waaronder het edelhert (Cervus elaphus), wisent (Bison bonasus), wild zwijn (Sus scrofa), eland (Alces alces), das (Meles meles), boommarter (Martes martes), wolf (Canis lupus), oostelijke egel (Erinaceus roumanicus) en de zeldzame Euraziatische lynx (Lynx lynx). De wisent werd in 1953 geherintroduceerd in Nationaal Park Belavezjskaja Poesjtsja en in 2010 werd het aantal individuen op 403 exemplaren geschat. Qua vogels is het gebied ook zeer gevarieerd. Zo leven er schreeuwarenden (Clanga pomarina), hazelhoenders (Tetrastes bonasia), vele spechtensoorten zoals de grijskopspecht (Picus canus), witrugspecht (Dendrocopos leucotos), drieteenspecht (Picoides tridactylus) en draaihals (Jynx torquilla), uilen als de laplanduil (Strix nebulosa) en dwerguil (Glaucidium passerinum) en vele zangvogels, waaronder de withalsvliegenvanger (Ficedula albicollis), kleine vliegenvanger (Ficedula parva), noordse nachtegaal (Luscinia luscinia) en krekelzanger (Locustella fluviatilis).

## Afbeeldingen

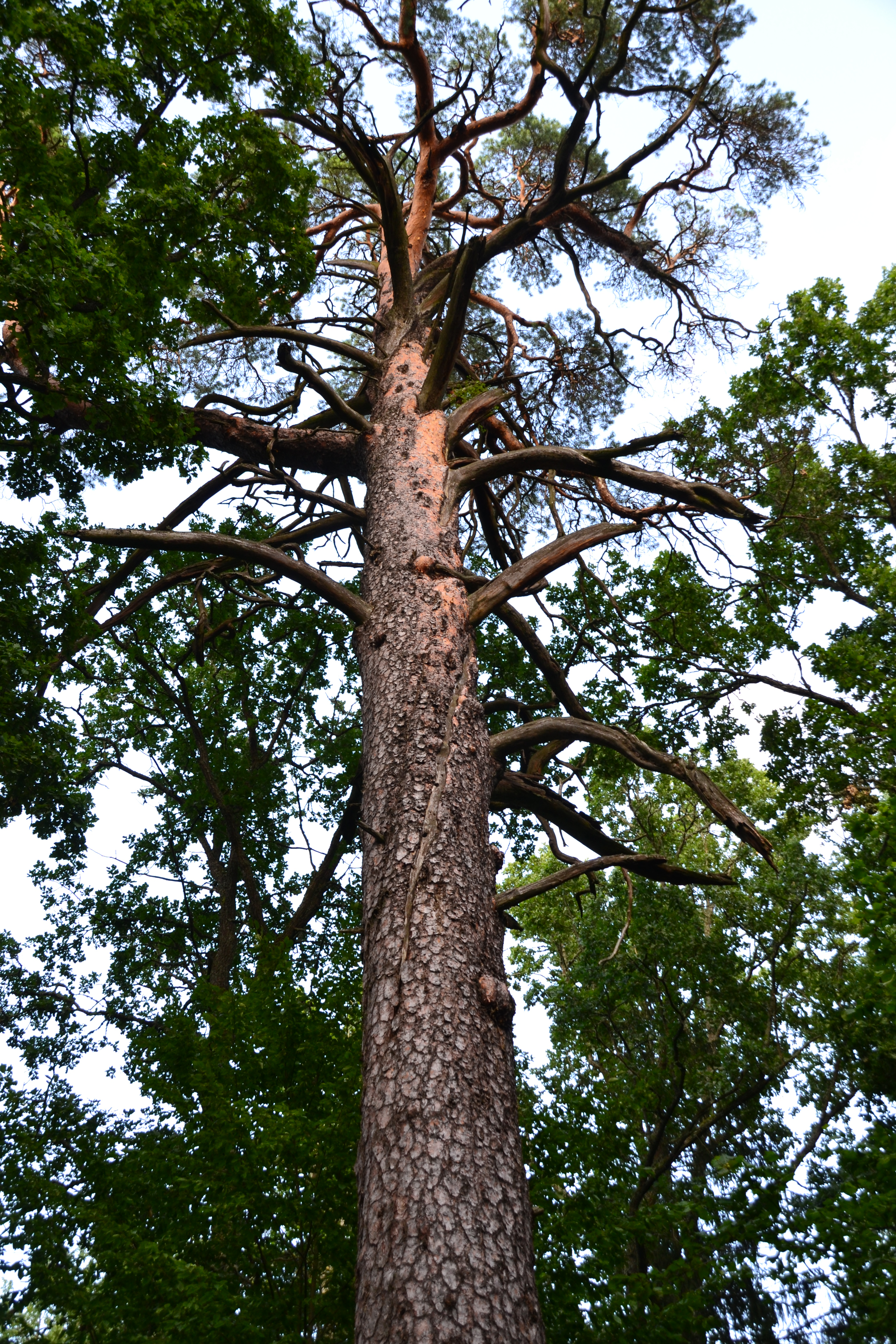
De Tsaritsa sosna, een ca. 350 jaar oude grove den (Pinus sylvestris) in het nationaal park.
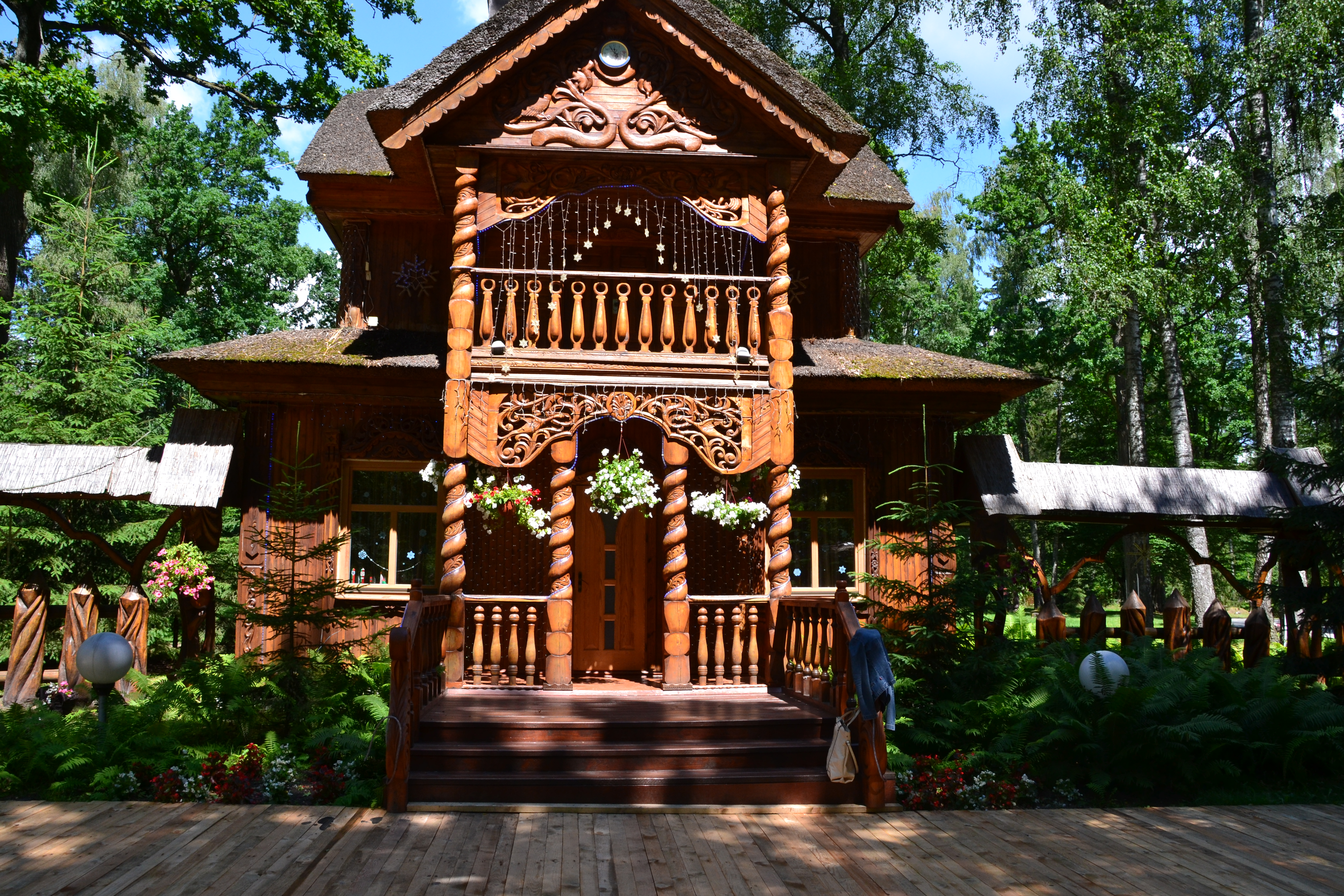
Residentie van Grootvadertje Vorst, een van de grootste toeristentrekkers van het nationaal park.
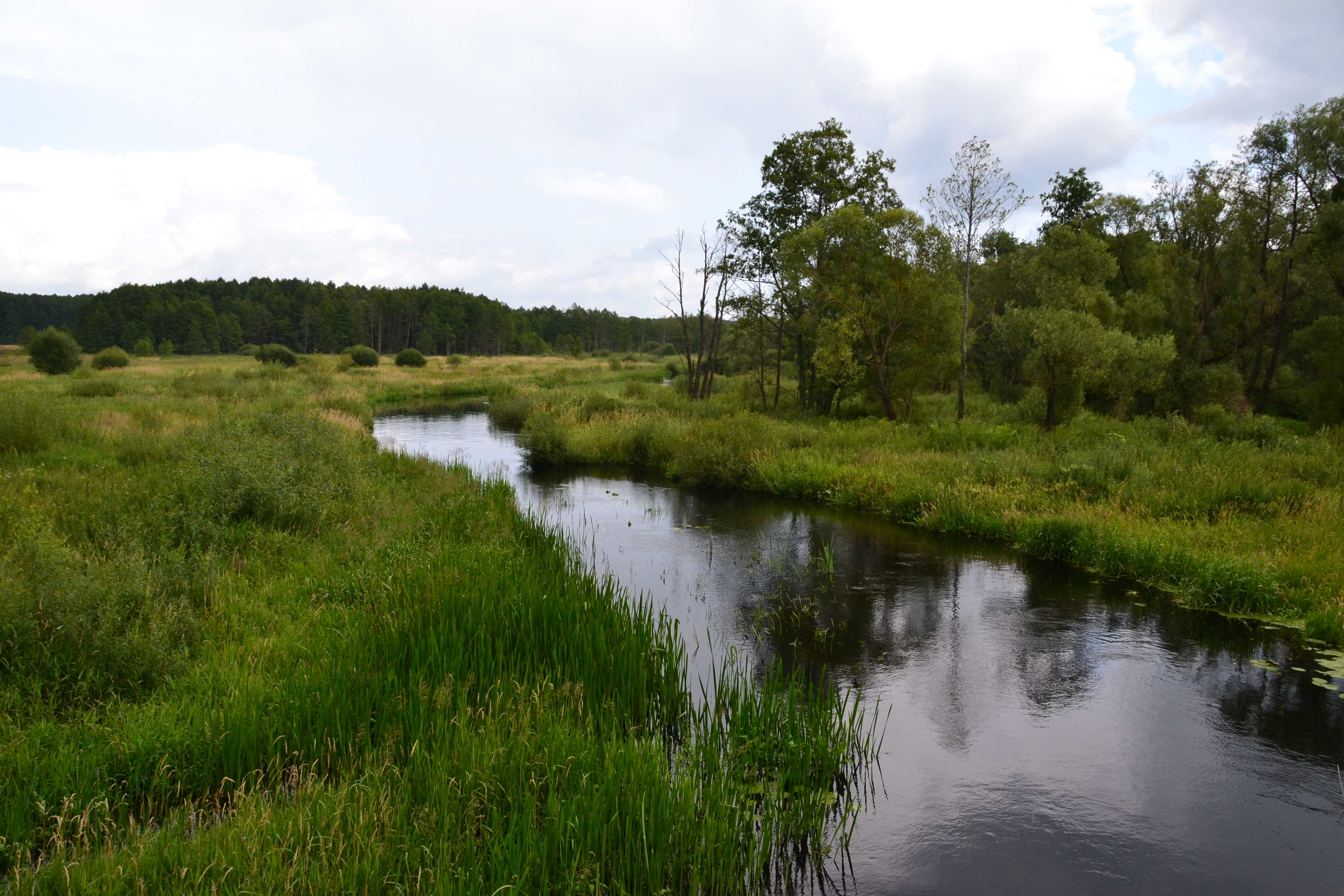
De rivier Leśna Prawa aan de rand van de Wit-Russische plaats Kamenjoeki.

Belavezjskaja Poesjtsja · 
Braslawskia Azjory · 
Naratsjanski · 
Pripjat